# دان أنطون يوهانسن
دان أنطون يوهانسن (بالدنماركية: Dan Anton Johansen)‏ هو لاعب كرة قدم دنماركي في مركز الدفاع، ولد في 13 أغسطس 1979 في الدنمارك في مملكة الدنمارك. شارك مع منتخب الدنمارك تحت 16 سنة لكرة القدم ومنتخب الدنمارك تحت 17 سنة لكرة القدم ومنتخب الدنمارك تحت 19 سنة لكرة القدم ومنتخب الدنمارك تحت 21 سنة لكرة القدم. أما مع النوادي، فقد لعب مع فيدوفري ونادي بروندبي ونادي فيبورج ونادي ليلستروم.